# آلن جونز (بازیکن فوتبال، زاده ۱۹۵۱)
آلن جونز (انگلیسی: Alan Jones؛ زادهٔ ۲۱ ژانویهٔ ۱۹۵۱) بازیکن فوتبال اهل بریتانیا است.
از باشگاه‌هایی که در آن بازی کرده‌است می‌توان به باشگاه فوتبال لینکولن سیتی، باشگاه فوتبال چسترفیلد، باشگاه فوتبال روچدیل، باشگاه فوتبال هادرزفیلد تاون، و باشگاه فوتبال برادفورد سیتی اشاره کرد.